# Principauté citérieure

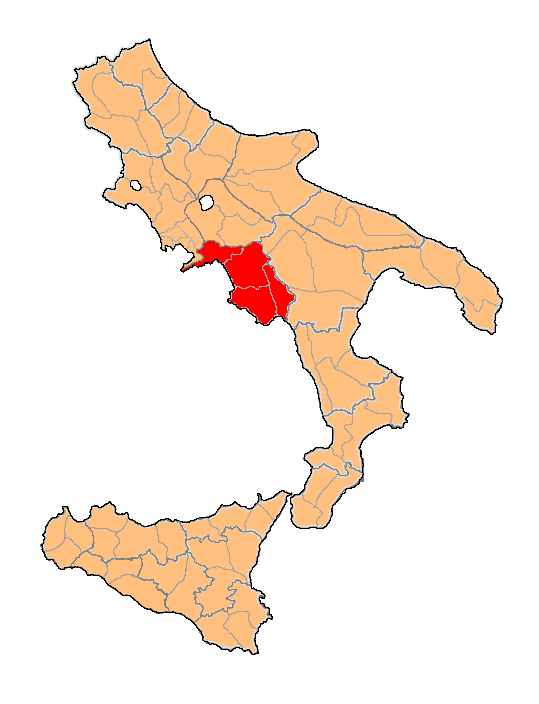
Localisation de la Principauté citérieure dans le royaume des Deux-Siciles.

La Principauté citérieure, en italien Principato citra ou Principato citeriore, fut une subdivision du royaume de Sicile, puis des Deux-Siciles. Elle correspond principalement à l'actuelle province de Salerne, en Campanie.

## Historique
Elle est issue de la division de la principauté de Salerne en 1287, en Principatus citra serras Montorii (« Principauté en deçà de Montoro », et dont le chef-lieu continue à être Salerne) et Principatus ultra serras Montorii (« Principauté au-delà de Montoro », chef-lieu Montefusco).

Blason de la Principauté citérieure.